# Svømmepigernes Hjemkomst
|  | Denne artikel er oprettet af botten Steenthbot ud fra en ekstern database. Den kan derfor have sproglige fejl eller mangler. Denne skabelon kan fjernes efter kontrol af indholdet. |

Svømmepigernes Hjemkomst er en dansk dokumentarisk optagelse fra 1938.

## Handling
De sejrrige danske svømmepiger, blandt dem er Ragnhild Hveger og Inge Sørensen, vender hjem fra europamesterskaberne i London og bliver i august 1938 modtaget med jubel og begejstring. Både i Esbjerg og Kastrup er der stor og hjertelig modtagelse. Festlighederne kulminerer på Rådhuspladsen, hvor titusinder af københavnere er mødt op for at fejre dem. Overborgmester Viggo Christensen holder velkomsttalen.